# Nozze di Cana (Giotto)
Le Nozze di Cana è un affresco (200x185 cm) di Giotto, databile al 1303-1305 circa e facente parte del ciclo della Cappella degli Scrovegni a Padova. È compreso nelle Storie di Gesù del registro centrale superiore, nella parete sinistra guardando verso l'altare.

## Descrizione e stile
La scena è ambientata in una stanza, convenzionalmente aperta verso il cielo ma da intendersi al chiuso, descritta con attenzione ai dettagli: drappi rossi rigati coprono le pareti, un fregio corre in alto e in alto stanno grate lignee traforate e rette da mensole, sulle quali si trovano vasi ed elementi decorativi. Seguendo il Vangelo di Giovanni, Giotto mostra il momento in cui Gesù, seduto a sinistra insieme allo sposo e a un apostolo, benedice con un gesto l'acqua versata nelle grandi giare dall'altra parte della stanza trasformandola quindi in vino. Il lato del tavolo rivolto allo spettatore ha al centro la sposa, vestita con un abito rosso ricamato con finezza, seduta accanto alla Madonna, anch'essa benedicente, e a una ragazza con una corona di fiori in testa. A destra il grasso maestro di mensa assaggia con un bicchiere la bevanda: egli, stando al racconto evangelico, pronuncerebbe poi la frase "Tu hai conservato fino ad ora il vino buono!" indirizzata allo sposo (Gv 2, 7-11). Accanto a lui stanno due inservienti.
Elegantissima è la cromia pastello, che accentua col chiaroscuro i volumi plastici delle figure. Notevole cura è riposta nella descrizione degli oggetti, dalla tovaglia candida con orditi che creano fasce di diverso colore, alle giare finemente scanalate, fino alle suppellettili e alle pietanze sulla tavola. Il maestro di mensa e uno degli inservienti sono così ben caratterizzati da aver fatto ipotizzare che si tratti di ritratti di personaggi realmente esistiti.